# Guglielmo I di Ginevra
Guglielmo I (Guillermo in spagnolo, Guillaume in francese, Wilhelm in tedesco e William in inglese; 1135 circa – 25 luglio 1195) fu Conte di Ginevra dal 1178 alla sua morte.

## Origine
Sia secondo lo storico e Genealogista, Samuel Guichenon, nel suo Histoire généalogique de la royale maison de Savoie, che Le Grand dictionnaire historique, Volume 5, Guglielmo era figlio del Conte di Ginevra, Amedeo I e della sua prima moglie, Matilde di Cuiseaux († prima del 1142), che, come viene confermato dal caput LII della Bibliotheca sebusiana, che secondo il Armorial et nobiliaire de l'ancien duché de Savoie. Volume 3 era figlia del signore di Cuiseaux, Ponzio I.

Ancora sia secondo Samuel Guichenon, che Le Grand dictionnaire historique, Volume 5, Amedeo I di Ginevra era figlio del Conte di Ginevra, Aimone I e della moglie, Ita o Ida di Faucigny, che sia secondo Genève, origine et développement de cette république, che Mémoires et documents publiʹes par la Societʹe d'histoire, Volume 1, era nipote del suo fratellastro, il vescovo di Ginevra, Guido; anche il caput LII della Bibliotheca sebusiana, conferma i genitori di Amedeo (patris mei Aymonis et matris meæ Itæ).

## Biografia
Guglielmo viene citato, per la prima volta in un documento, nel 1153, secondo il documento n° LII della Bibliotheca sebusiana, suo padre, Amedeo I, conte di Ginevra (Amedeus Gebennensis comes) fece una donazione in suffragio dell'anima dei genitori del fratello e della moglie, Matilde (patris mei Aymonis et matris meæ Itæ et Willelmi fratris mei et Matildis uxoris mæ) e per la protezione dei figli, Guglielmo e Amedeo (filiorum meorum Wilelmi et Amedei); la donazione viene riportata anche dal documento n° REG 0/0/1/332 degli Archives de l'Abbaye de Saint-Maurice.
Nel 1162, secondo il documento n° X della Histoire de Genève, Volume 2, suo padre, Amedeo I (Amedeus Gebennensium comes), assieme a Guglielmo (filius eius Guillelmus), con l'approvazione dell'altro figlio minore, Amedeo (Amedeus quoque junior filius comitis) riconobbero i diritti della diocesi di Ginevra.
Suo padre, Amedeo I, morì verso il 1178; secondo il Necrology of the Cathedral of Lausanne (non consultato), Amedeo morì il 28 giugno; Guglielmo gli succedette come Guglielmo I, come conferma anche il documento n° REG 0/0/1/404 degli Archives de l'Abbaye de Saint-Maurice.
Nel 1179, Guglielmo viene citato col titolo di conte di Ginevra (Willelmus per misericordiam Dei Gebennensis comes) nel documento n° 36 delle Preuves de Mémoires pour l'histoire ecclésiastiques des diocèses de Genève, Tarantaise, Aoste et Maurienne, et du décanat de Savoye, inerente alla fondazione del monastero di Pommiers, assieme al figlio Umberto (Humbertus filius meus), alla seconda moglie Beatrice e al figlio Aimone di cinque anni (B. quoque uxor mea et filius meus Aymo quinquennis); la donazione viene confermata anche dal documento n° REG 0/0/1/415 degli Archives de l'Abbaye de Saint-Maurice, che riporta anche che Guglielmo aveva sconfitto tutti i suoi avversari.
Guglielmo ebbe diversi conflitti col vescovo di Ginevra, per questioni territoriali, che portò quest'ultimo a scomunicarlo; il documento n° REG 0/0/1/425 degli Archives de l'Abbaye de Saint-Maurice, riporta che papa Lucio III, mediante una bolla, nel 1183, aveva confermato i provvedimenti presi dal vescovo e dall'arcivescovo di Vienne. 

La questione fu conclusa con un arbitrato, che coinvolse Guglielmo (Wilielmum comitem Gebenn.) e la diocesi di Ginevra, come ricorda anche il documento n° XVIII della Histoire de Genève, Volume 2. Il documento n° REG 0/0/1/429 degli Archives de l'Abbaye de Saint-Maurice, datato 1184, riporta le conclusioni dell'arbitrato che Guglielmo promise di rispettare.

L'anno seguente la sentenza arbitrale fu confermata da una bolla di papa Urbano III, come da documento n° REG 0/0/1/436 degli Archives de l'Abbaye de Saint-Maurice.
Dato che Guglielmo rifiutò la sentenza, il vescovo di Ginevra ricorse all'imperatore Federico Barbarossa, che, nel 1186, condannò Guglielmo I a risarcire il vescovo, a pagare una multa, come da documento n° REG 0/0/1/437 degli Archives de l'Abbaye de Saint-Maurice e lo mise al bando, dichiarandolo nemico dell'impero, come da documento n° REG 0/0/1/438 degli Archives de l'Abbaye de Saint-Maurice.
Nel 1192, Guglielmo (Wilermus Gebennensium et Valdensium comes) confermò le donazioni di suo padre, Amedeo I e suo nonno, Aimone I, come riporta il documento n° 38 del Peter der Zweite, Graf von Savoyen, Markgraf in Italien, Volume 4; questa donazione viene confermata anche dal documento n° REG 0/0/1/456 degli Archives de l'Abbaye de Saint-Maurice.
Nel 1195, Guglielmo I controfirmò ancora il documento n° 2 del Cartulaires de la chartreuse d'Oujon et de l'abbaye de Hautcrêt; secondo il documento n° 460 del Regeste genevois, Guglielmo I morì il 25 luglio 1195 (VIII kal. Augusti obiit Willelmus comes Gebennensis); anche il documento n° REG 0/0/1/460 degli Archives de l'Abbaye de Saint-Maurice riporta la morte di Guglielmo I il 25 luglio e che gli succedette il figlio, Umberto, ed inoltre che fu tumulato nel convento di Santa Caterina ad Annecy.

Comunque nel documento n° 39 b del Cartulaires de la chartreuse d'Oujon et de l'abbaye de Hautcrêt, di poco successivo al precedente, Guglielmo non viene più citato e il titolo di conte viene attribuito al suo successore, il primogenito, Umberto (Dominus Humbertus comes).

## Matrimoni e discendenza
Verso il 1155, Guglielmo aveva sposato Agnese di Savoia († prima del 1172), come riporta il documento n° CCCLXXXV del Regesta comitum Sabaudiae, inerente ad una donazione della sorella Giuliana di Savoia (dna Juliana abb.sa Sc.ti Andreæ quae habebat de p.prio f.ris sui Humberti comiti Sabaudiæ et de p.prio Agnetis sororis sue Gebennensis comitisse). Agnese di Savoia era figlia del 7º Conte di Savoia e Conte d'Aosta e Moriana, Amedeo III e Matilde di Albon, figlia del Conte d'Albon Ghigo III, e della moglie Regina detta Matilde (Regina nominate Maheldis).

Guglielmo I da Agnese di Savoia ebbe un figlio:
- Umberto[12], conte di Ginevra, come conferma il documento n° 39 b del Cartulaires de la chartreuse d'Oujon et de l'abbaye de Hautcrêt[25].

Dopo essere rimasto vedovo, Guglielmo, nel 1172 circa, sposò, in seconde nozze, come conferma il documento n° 36 delle Preuves de Mémoires pour l'histoire ecclésiastiques des diocèses de Genève, Tarantaise, Aoste et Maurienne, et du décanat de Savoye, datato 1179, Beatrice di Faucigny (B. quoque uxor mea et filius meus Aymo quinquennis), figlia del signore di Faucigny, come conferma anche la Chronica Albrici Monachi Trium Fontium, citando la figlia, Margherita (Margareta filia domni de Fusceneis de matre Guilelmi, filii Humberti comitis Gebenensis); si ritiene che Beatrice fosse la figlia del signore di Faucigny, Aimone I e di Clémence de Briançon.

Guglielmo I da Beatrice di Faucigny ebbe cinque figli:
- Aimone (1974 - † prima del 1195), citato con la madre, Beatrice (B. quoque uxor mea et filius meus Aymo quinquennis), nel documento n° 36 delle Preuves de Mémoires pour l'histoire ecclésiastiques des diocèses de Genève, Tarantaise, Aoste et Maurienne, et du décanat de Savoye[12];
- Margherita, che viene citata anche col nome di Beatrice (Domina Beatrix de Gebennis comitissa Sabaudie et domina de Narembors, parens comitum Sabaudie) sposò il conte Tommaso I di Savoia, come conferma il documento n° 448 del Peter der Zweite, Graf von Savoyen, Markgraf in Italien, Volume 4[31];
- Amedeo, vescovo di Moriana, citato dal fratello, Guglielmo, (dominus Amedeus venerabilis Maurianensis episcopus frater noster), nel documento n° 45 delle Preuves de Mémoires pour l'histoire ecclésiastiques des diocèses de Genève, Tarantaise, Aoste et Maurienne, et du décanat de Savoye, datato 1220[32];
- Guglielmo, conte di Ginevra (Willelmus comes Gebennensis), come conferma il documento n° 45 delle Preuves de Mémoires pour l'histoire ecclésiastiques des diocèses de Genève, Tarantaise, Aoste et Maurienne, et du décanat de Savoye, datato 1220[32];
- Agata, che sposò Enrico II Del Carretto, marchese di Savona, come conferma il Monumenta Aquensia ad excellentissimum et reverentissimum virum, Volume 2 (Dominus Henricus Savonensis Marchio et eius uxor Domina Agatha Comitissa filia quondam Comitis Geben.)[33].

## Ascendenza
|                          |   |                    | Genitori |  |  | Nonni |  |  | Bisnonni              |  |  | Trisnonni            |  |
|                          |   |                    |          |  |  |       |  |  | Geroldo II di Ginevra |  |  | Geroldo I di Ginevra |  |
|                          |   |                    |          |  |  |       |  |  | Geroldo II di Ginevra |  |  | Geroldo I di Ginevra |  |
|                          |   | Berta di Egisheim  |          |  |  |       |  |  | Geroldo II di Ginevra |  |  |                      |  |
| Aimone I di Ginevra      |   |                    |          |  |  |       |  |  | Geroldo II di Ginevra |  |  |                      |  |
|                          |   | Tetberga di Svevia | …        |  |  |       |  |  |                       |  |  |                      |  |
|                          |   | Tetberga di Svevia | …        |  |  |       |  |  |                       |  |  |                      |  |
|                          |   | Tetberga di Svevia | …        |  |  |       |  |  |                       |  |  |                      |  |
| Amedeo I di Ginevra      |   | Tetberga di Svevia |          |  |  |       |  |  |                       |  |  |                      |  |
|                          |   | …                  | …        |  |  |       |  |  |                       |  |  |                      |  |
|                          |   | …                  | …        |  |  |       |  |  |                       |  |  |                      |  |
|                          |   | …                  | …        |  |  |       |  |  |                       |  |  |                      |  |
| Ita di Faucigny ou Glâne |   | …                  |          |  |  |       |  |  |                       |  |  |                      |  |
|                          |   | …                  | …        |  |  |       |  |  |                       |  |  |                      |  |
|                          |   | …                  | …        |  |  |       |  |  |                       |  |  |                      |  |
|                          |   | …                  | …        |  |  |       |  |  |                       |  |  |                      |  |
| Guglielmo I di Ginevra   |   | …                  |          |  |  |       |  |  |                       |  |  |                      |  |
|                          | … | …                  |          |  |  |       |  |  |                       |  |  |                      |  |
|                          | … | …                  |          |  |  |       |  |  |                       |  |  |                      |  |
|                          | … | …                  |          |  |  |       |  |  |                       |  |  |                      |  |
| …                        | … |                    |          |  |  |       |  |  |                       |  |  |                      |  |
|                          |   | …                  | …        |  |  |       |  |  |                       |  |  |                      |  |
|                          |   | …                  | …        |  |  |       |  |  |                       |  |  |                      |  |
|                          |   | …                  | …        |  |  |       |  |  |                       |  |  |                      |  |
| Matilde di Cuiseaux      |   | …                  |          |  |  |       |  |  |                       |  |  |                      |  |
|                          |   | …                  | …        |  |  |       |  |  |                       |  |  |                      |  |
|                          |   | …                  | …        |  |  |       |  |  |                       |  |  |                      |  |
|                          |   | …                  | …        |  |  |       |  |  |                       |  |  |                      |  |
| …                        |   | …                  |          |  |  |       |  |  |                       |  |  |                      |  |
|                          |   | …                  | …        |  |  |       |  |  |                       |  |  |                      |  |
|                          |   | …                  | …        |  |  |       |  |  |                       |  |  |                      |  |
|                          |   | …                  | …        |  |  |       |  |  |                       |  |  |                      |  |
|                          |   | …                  |          |  |  |       |  |  |                       |  |  |                      |  |

### Fonti primarie
- (LA)  Monumenta Germaniae Historica Scriptorum. Tomus XXIII.
- (LA)  (FR)  Regeste genevois.
- (LA)  (FR)  Archives historiques de l'Abbaye de Saint-Maurice.
- (LA)  Histoire de Genève, Preuves, Volume 2.
- (LA)  Mémoires pour l'histoire ecclésiastiques des diocèses de Genève, Tarantaise, Aoste et Maurienne, et du décanat de Savoye.
- (LA)  Regesta comitum Sabaudiae.
- (LA)  Cartulaires de la chartreuse d'Oujon et de l'abbaye de Hautcrêt.
- (LA)  Monumenta Aquensia ad excellentissimum et reverentissimum virum, Volume 2.
- (LA)  Bibliotheca sebusiana.
- (LA, FR)  Regeste dauphinois, ou Répertoire chronologique et analytique des documents, tome I, fascicolo II.
- (LA)  Peter der Zweite, Graf von Savoyen, Markgraf in Italien, Volume 4.

### Letteratura storiografica
- (FR)  Histoire généalogique de la royale maison de Savoie.
- (FR)  Histoire généalogique de la royale maison de Savoie, volume 3.
- (FR)  Le Grand dictionnaire historique, Volume 5.
- (FR)  Histoire de Genève.
- (FR)  Genève, origine et développement de cette république.
- (FR)  Mémoires et documents publiʹes par la Societʹe d'histoire, Volume 1.
- (FR)  Armorial et nobiliaire de l'ancien duché de Savoie. Volume 3.
- (EN)  The early history of the house of Savoy (1000-1233)